# Korea Open 2019 - Qualificazioni singolare
Le qualificazioni del singolare femminile del Korea Open 2019 sono state un torneo di tennis preliminare per accedere alla fase finale della manifestazione. Le vincitrici dell'ultimo turno sono entrate di diritto nel tabellone principale. In caso di ritiro di una o più giocatrici aventi diritto a queste sono subentrati le lucky loser, ossia le giocatrici che hanno perso nell'ultimo turno ma che avevano una classifica più alta rispetto alle altre partecipanti che avevano comunque perso nel turno finale.

## Teste di serie
1. Tímea Babos (qualificata)
2. Danka Kovinić (ultimo turno, Lucky loser)
3. Greet Minnen (qualificata)
4. Priscilla Hon (qualificata)
5. Patricia Maria Tig (qualificata)
6. Ana Bogdan (qualificata)

1. Lara Arruabarrena (ultimo turno)
2. Danielle Lao (qualificata)
3. Destanee Aiava (ultimo turno)
4. Jaqueline Cristian (ultimo turno)
5. Ulrikke Eikeri (ultimo turno)
6. You Xiaodi (primo turno)

## Qualificate
1. Tímea Babos
2. Danielle Lao
3. Greet Minnen

1. Priscilla Hon
2. Patricia Maria Tig
3. Ana Bogdan

### Lucky loser
1. Danka Kovinić

## Tabellone

### Legenda
| - Q = Qualificato - WC = Wild card - LL = Lucky loser | - ALT = Alternate - SE = Special Exempt - PR = Protected Ranking | - w/o = Walkover - r = Ritirato - d = Squalificato |

### Sezione 1
|  | Primo turno | Primo turno        | Primo turno        | Primo turno | Primo turno |  |  | Ultimo turno | Ultimo turno       | Ultimo turno       | Ultimo turno | Ultimo turno |  |
|  |             |                    |                    |             |             |  |  |              |                    |                    |              |              |  |
|  | 1           | Tímea Babos        | Tímea Babos        | 6           | 6           |  |  |              |                    |                    |              |              |  |
|  | WC          | Shin Ji-ho         | Shin Ji-ho         | 1           | 1           |  |  | 1            | Tímea Babos        | Tímea Babos        | 6            | 6            |  |
|  | WC          | Jeong Yeong-won    | Jeong Yeong-won    | 1           | 0           |  |  | 10           | Jaqueline Cristian | Jaqueline Cristian | 2            | 2            |  |
|  | 10          | Jaqueline Cristian | Jaqueline Cristian | 6           | 6           |  |  |              |                    |                    |              |              |  |

### Sezione 2
|  | Primo turno | Primo turno       | Primo turno       | Primo turno | Primo turno |  |  | Ultimo turno | Ultimo turno  | Ultimo turno  | Ultimo turno | Ultimo turno |  |
|  |             |                   |                   |             |             |  |  |              |               |               |              |              |  |
|  | 2           | Danka Kovinić     | Danka Kovinić     | 6           | 6           |  |  |              |               |               |              |              |  |
|  |             | Alexandra Cadanțu | Alexandra Cadanțu | 1           | 2           |  |  | 2            | Danka Kovinić | Danka Kovinić | 3            | 3            |  |
|  | PR          | Susanne Celik     | Susanne Celik     | 3           | 5           |  |  | 8            | Danielle Lao  | Danielle Lao  | 6            | 6            |  |
|  | 8           | Danielle Lao      | Danielle Lao      | 6           | 7           |  |  |              |               |               |              |              |  |

### Sezione 3
|  | Primo turno | Primo turno  | Primo turno  | Primo turno | Primo turno |  |  | Ultimo turno | Ultimo turno | Ultimo turno | Ultimo turno | Ultimo turno |  |
|  |             |              |              |             |             |  |  |              |              |              |              |              |  |
|  | 3           | Greet Minnen | 4            | 6           | 6           |  |  |              |              |              |              |              |  |
|  |             | Jana Fett    | 6            | 2           | 1           |  |  | 3            | Greet Minnen | Greet Minnen | 6            | 6            |  |
|  | WC          | Park So-hyun | Park So-hyun | 7           | 6           |  |  | WC           | Park So-hyun | Park So-hyun | 2            | 2            |  |
|  | 12          | You Xiaodi   | You Xiaodi   | 5           | 3           |  |  |              |              |              |              |              |  |

### Sezione 4
|  | Primo turno | Primo turno       | Primo turno   | Primo turno | Primo turno |  |  | Ultimo turno | Ultimo turno   | Ultimo turno   | Ultimo turno | Ultimo turno |  |
|  |             |                   |               |             |             |  |  |              |                |                |              |              |  |
|  | 4           | Priscilla Hon     | Priscilla Hon | 6           | 6           |  |  |              |                |                |              |              |  |
|  | WC          | Ahn Yu-jin        | Ahn Yu-jin    | 3           | 1           |  |  | 4            | Priscilla Hon  | Priscilla Hon  | 7            | 6            |  |
|  |             | Urszula Radwańska | 6             | 69          | 1           |  |  | 9            | Destanee Aiava | Destanee Aiava | 63           | 2            |  |
|  | 9           | Destanee Aiava    | 1             | 7           | 6           |  |  |              |                |                |              |              |  |

### Sezione 5
|  | Primo turno | Primo turno        | Primo turno        | Primo turno | Primo turno |  |  | Ultimo turno | Ultimo turno       | Ultimo turno       | Ultimo turno | Ultimo turno |  |
|  |             |                    |                    |             |             |  |  |              |                    |                    |              |              |  |
|  | 5           | Patricia Maria Tig | Patricia Maria Tig | 6           | 6           |  |  |              |                    |                    |              |              |  |
|  |             | Samantha Murray    | Samantha Murray    | 4           | 2           |  |  | 5            | Patricia Maria Tig | Patricia Maria Tig | 6            | 6            |  |
|  |             | Jang Su-jeong      | Jang Su-jeong      | 2           | 2           |  |  | 11           | Ulrikke Eikeri     | Ulrikke Eikeri     | 0            | 2            |  |
|  | 11          | Ulrikke Eikeri     | Ulrikke Eikeri     | 6           | 6           |  |  |              |                    |                    |              |              |  |

### Sezione 6
|  | Primo turno | Primo turno       | Primo turno       | Primo turno | Primo turno |  |  | Ultimo turno | Ultimo turno      | Ultimo turno      | Ultimo turno | Ultimo turno |  |
|  |             |                   |                   |             |             |  |  |              |                   |                   |              |              |  |
|  | 6           | Ana Bogdan        | Ana Bogdan        | 6           | 6           |  |  |              |                   |                   |              |              |  |
|  |             | Kim Da-bin        | Kim Da-bin        | 1           | 0           |  |  | 6            | Ana Bogdan        | Ana Bogdan        | 6            | 6            |  |
|  |             | Naiktha Bains     | Naiktha Bains     | 0           | 3           |  |  | 7            | Lara Arruabarrena | Lara Arruabarrena | 3            | 2            |  |
|  | 7           | Lara Arruabarrena | Lara Arruabarrena | 6           | 6           |  |  |              |                   |                   |              |              |  |